# Дубровиця (станція)
Дубро́виця — проміжна залізнична станція 4 класу Рівненської дирекції Львівської залізниці.
Розташована у місті Дубровиця Дубровицького району Рівненської області на лінії Сарни — Удрицьк між роз'їздом Стрільськ (15 км) та станцією Милячі (14 км).

## Історія
Станцію було відкрито 1885 року при будівництві лінії Рівне — Сарни — Лунинець. Мала назву Домбровиця (таку ж назву мало до 1940 року і місто). Сучасна назва вживається з 1-ї половини 1980-х років (після 1981 року).
Станом на 2024 рік на станції  відсутній пасажирський рух.

## Сучасний стан
У 2018 році Укрзалізниця вийшла з пропозицією закрити станцію Дубровиця через невеликий об'єм роботи — кількість відвантажених вагонів не покриває затрати на обслуговування станції.